# Amdrupgård
Amdrupgård er en gammel hovedgård, som ligger i Ødum Sogn, Favrskov Kommune. Det nuværende stuehus er fra 1888. I dag bruges gården som forsøgsstation for plantearv, men har tidligere både været landbrugsskole og ryttergods.
Gården ligger ca. 1 km syd for byen Ødum, der ligger ved den gamle landevej mellem Randers og Aarhus. Det er ca. 20 km nord for sidstnævnte. Gården er oprettet i starten af 1700-tallet.}

## Historie
Tidligere var Amdrup en lille bondeby, som havde omtrent fem gårde. Gårdene blev i starten af 1700-tallet opkøbt, og lagt under godset Amdrupgård. I 1725 overtog Kong Frederik d. 4, og gården overgik til at blive et Ryttergods. Kongen havde i 1721 påbudt, at der på alle danske ryttergodser skulle opføres skoler, og det blev der på Amdrupgård det samme år, som kongen overtog stedet. Rytterskolerne blev over hele landet opført, med den samme indretning over hele landet, i årene 1721-1727.
I 1890 købte Jens Poulsen Nyboe gården, for at oprette en landbrugsskole. Gården fungerede frem til sommeren 1913, hvor staten overtog ejendommen.
Staten overtager ejendommen i 1948, hvorefter der bliver oprettet en statslig forsøgsstation for planteavl. Denne fungerede frem til 1995, hvor ejendommen bliver solgt. I 1949-1968 hed forstanderen Holger Land Jensen

## Ejere af Amdrupgård
- 1725 — x: Kronen
- 1890 — x: Jens Poulsen Nyboe
- 1948 — 1995: Landbrugsministeriet
- 1995 — 1996: Erik E. Poulsen
- 1996 — 1998: Ove Vinther
- 1998 — 2010: ABS Transport ApS
- 2011 — nu: Eldal A/S